# Sonderkultur
Als Sonderkulturen werden in der Landwirtschaft und ihrer statistischen Auswertung die Bereiche der Pflanzenproduktion bezeichnet, die als besonders arbeits- und kostenintensiv gelten. Darunter fallen unter anderem:
- Weinbau
- Obstanbau
- Hopfen
- Feingemüse
- Gemüse
- Tabakanbau
- Gewürzanbau
- Arzneipflanzen
- Blumenkulturen
  - Rosenzucht

- Baumschulen außerhalb geschlossener Waldgebiete
  - in Deutschland bewirtschaften z. B. über 3.300 landwirtschaftliche Betriebe allein zum Anbau von Weihnachtsbäumen insgesamt 19.100 Hektar in Weihnachtsbaumkulturen (Stand 2024)[1]

Die Abgrenzungen des Begriffs sind nicht eindeutig, je nach Quelle wird beispielsweise der Gemüseanbau komplett, nur teilweise oder gar nicht den Sonderkulturen zugeordnet. Andere Definitionen wenden beispielsweise das Ausschlussverfahren an: Danach sind Sonderkulturen alle Kulturen, die nicht zu Hackfrüchten, Getreide oder Futterpflanzen zählen. Dazu kommen regionale Abweichungen, die von den jeweiligen Landwirtschaftskammern festgelegt werden.
Dennoch besitzen Sonderkulturen einige gemeinsame Merkmale:
- Sie sind kosten- und arbeitsintensiv.
- Ihre Marktorientierung und -abhängigkeit ist größer als beispielsweise im Getreidebau, deshalb sind Erlöse wie auch Risiken höher.
- Die Anbauflächen und -betriebe sind meist kleinteilig.
- Sie benötigen bestimmte klimatische Voraussetzungen.